# لاري جاكسون
لاري جاكسون (بالإنجليزية: Larry Jackson)‏ (28 سبتمبر 1990 بسان فرانسيسكو في الولايات المتحدة - ) هو لاعب كرة قدم أمريكي في مركز حراسة المرمى. لعب مع نيو إنجلاند ريفولوشن وWilmington Hammerheads FC ‏.

## وصلات خارجية
- لاري جاكسون على موقع قاعدة بيانات كرة القدم.إي يو (الإنجليزية)